# Thomas William Körner
Thomas William Körner (* 17. Februar 1946) ist ein britischer Mathematiker, der sich mit Analysis, speziell Fourier-Analysis beschäftigt. 
Er studierte an der Trinity Hall an der Universität Cambridge, wo er 1971 bei Nicholas Varopoulos promovierte (Some Results on Kronecker, Dirichlet and Helson Sets). Körner ist Fellow der Trinity Hall und Professor für Fourier-Analysis in Cambridge. Er ist dort Vorsitzender der mathematischen Fakultät (Chairman des Faculty Board of Mathematics) und junior Director of Mathematical Studies in Trinity Hall (2009). Körner schrieb neben Analysislehrbüchern unter anderem ein populärwissenschaftliches Mathematikbuch („Mathematisches Denken“), mit Anwendungsbeispielen von der Meteorologie bis zum Militär.
1972 erhielt er den Salem-Preis. Er ist bekannt für seine Lehrbücher und sein Faible für die Konstruktion von Gegenbeispielen in der Fourieranalysis.
Er ist der Sohn des britischen Philosophen Stephan Körner und der britischen Verwaltungsbeamtin und Gesundheitsreformerin Edith, geborene Löwy (beide waren 1939 als Juden aus der Tschechoslowakei nach England geflüchtet).  Seine Schwester Ann Körner ist Übersetzerin und Biochemikerin. Sie war mit Sidney Altman verheiratet.

## Schriften
- mit Robert Kaufman: Pseudofunctions and Helson Sets. Societe Mathematique de France, 1973.
- Fourier Analysis. Cambridge University Press, 1988.
- Exercises for Fourier analysis. Cambridge University Press, 1993.
- The Pleasures of counting. Cambridge University Press 1996.
deutsch: Mathematisches Denken- vom Vergnügen am Umgang mit Zahlen. Birkhäuser 1998, ISBN 3764358335.
- A companion to analysis – a second first and a first second course in analysis. AMS, 2004.
- Naive decision making – mathematics applied to the social world. Cambridge University Press, 2008.